# Bundesamt für Familie und zivilgesellschaftliche Aufgaben

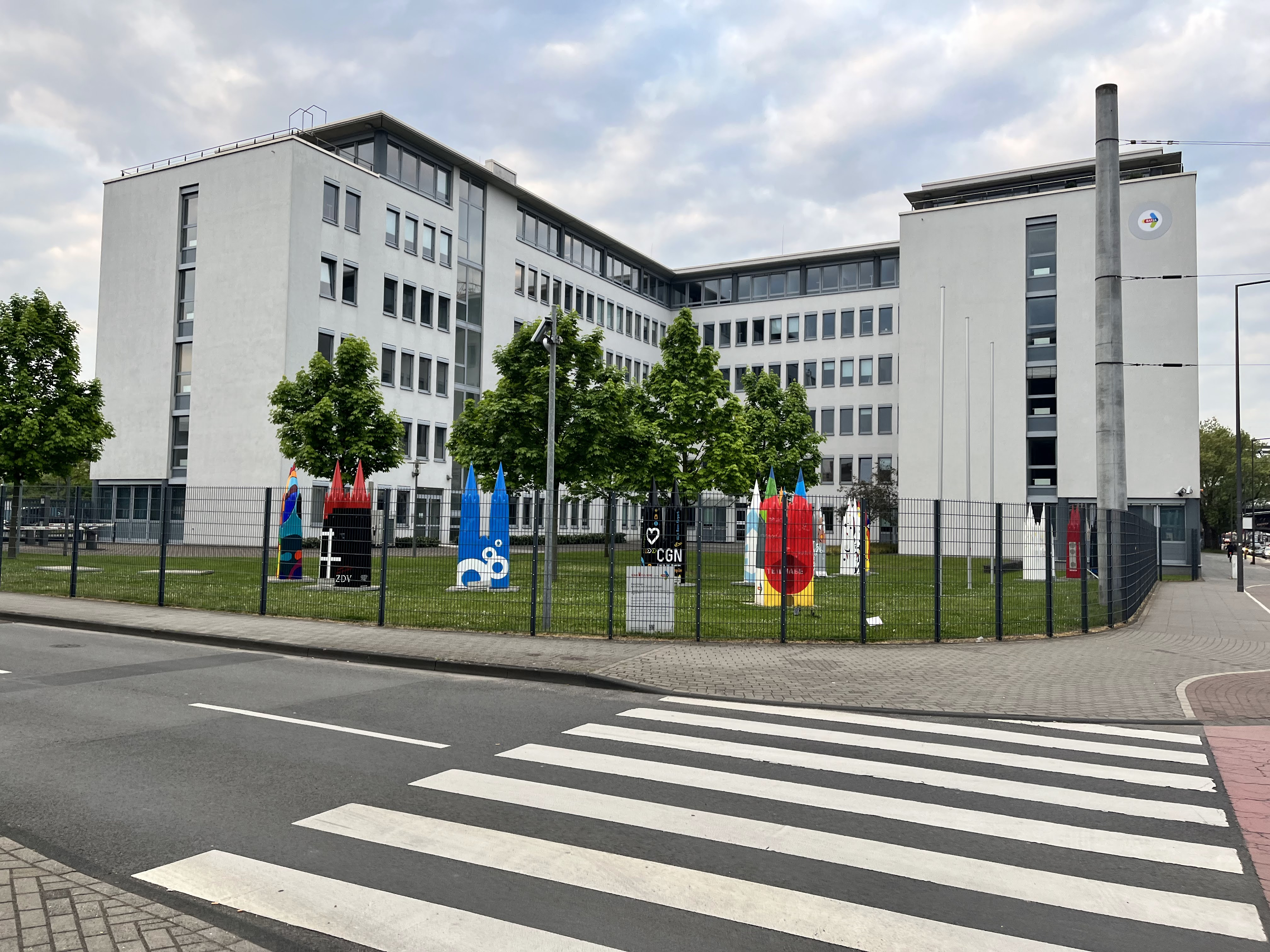
Zentrale des BAFzA in Köln-Deutz

Das Bundesamt für Familie und zivilgesellschaftliche Aufgaben (BAFzA), ehemals Bundesamt für den Zivildienst, ist eine Behörde im Geschäftsbereich des Bundesministeriums für Bildung, Familie, Senioren, Frauen und Jugend (BMBFSFJ). Neben der Bundesservicestelle „Aktion zusammen wachsen“ und der Servicestelle des „Bundesprogramms Mehrgenerationenhaus“ sowie der Geschäftsstelle der Conterganstiftung werden darüber hinaus auch die Hilfetelefone „Gewalt gegen Frauen“ und „Schwangere in Not“ vom Bundesamt betreut. Auch die Anerkennung von Kriegsdienstverweigerern sowie der Bundesfreiwilligendienst gehört zu den Aufgaben des Bundesamtes.

## Aufgaben
Das Bundesamt koordiniert die Zusammenarbeit von Menschen, Organisationen und staatlichen Einrichtungen, die sich „für die Gestaltung der Gesellschaft“ einsetzen. Seine Aufgabenbereiche gliedert es in die drei Kategorien Rat und Hilfe, Engagement und Aktionen sowie Programme und Förderungen.

### Rat und Hilfe
Hierunter fallen Beratungsangebote wie das Hilfetelefon Gewalt gegen Frauen (seit März 2013), das Hilfetelefon „Schwangere in Not“ (seit Mai 2014), die Vertrauliche Geburt und auch ein Informations- und Unterstützungsangebot zum Thema Demenz für Betroffene und Angehörige.

### Engagement und Aktionen
Ein Schwerpunkt dieser Sparte ist der Bundesfreiwilligendienst sowie weitere nationale und internationale Jugendfreiwilligendienste sowie Beratung in diesem Umfeld. Hinzu kommen weitere kinder- und jugendfördernde Aktionen die der Girl’s Day und Boys’Day und Leseförderung sowie generationenübergreifende und demografische Themen wie die Servicestelle des „Bundesprogramms Mehrgenerationenhaus“.

### Programme und Förderungen
Hierunter fallen unter anderem die Geschäftsstelle der Conterganstiftung für behinderte Menschen, die Betreuung von Programmen des Europäischen Sozialfonds (ESF), das  Bundesprogramm „Demokratie leben!“ und die Geschäftsstelle des Fonds Sexueller Missbrauch; außerdem verschiedener Programme aus dem Bereich Alter und Pflege, Heimerziehung und Gewalt gegen Frauen.
Daneben ist das Amt unabhängig von der Aussetzung der Wehrpflicht weiterhin zuständig, wenn jemand den Kriegsdienst mit der Waffe aus Gewissensgründen gemäß Artikel 4 Absatz 3 des Grundgesetzes verweigern möchte.

## Organisation
Das Amt gliedert sich in sechs Abteilungen:
- Abteilung 1: Zentrale Dienste
- Abteilung 2: Bundesfreiwilligendienst / Freiwilligendienste
- Abteilung 3: BFD-Bildungsbereich
- Abteilung 4: Europäischer Sozialfonds / Nationale Zuwendungen
- Abteilung 5: Unterstützung bei Gewalt, Vielfalt, Bürgerservice
- Abteilung 6: Demokratie, Engagement, Zusammenhalt

Im Bundesamt wurde die Bundesservicestelle Queeres Leben eingerichtet (Referat 507 Queeres Leben, Akzeptanz und Schutz von Vielfalt in der Abteilung 5).

## Geschichte
Die Behörde wurde am 1. Oktober 1973 als Bundesamt für den Zivildienst gegründet und war bis 2011 ausschließlich für den Zivildienst in Deutschland zuständig. Das Amt wurde am 3. Mai 2011 in Bundesamt für Familie und zivilgesellschaftliche Aufgaben umbenannt (§ 14 Absatz 1 Bundesfreiwilligendienstgesetz).
Zudem wurden dem Bundesamt weitere Aufgaben übertragen: Die Abwicklung von verschiedenen Programmen des Europäischen Sozialfonds sowie Unterstützungsleistungen bei Programmen aus dem Bereich „Alter und Pflege“. Organisatorisch wurde dem neuen Bundesamt die Geschäftsstelle der Contergan-Stiftung, die Regiestelle des Bundesprogramms „TOLERANZ FÖRDERN – KOMPETENZ STÄRKEN“ und die Bundesservicestelle „Aktion zusammen wachsen / Mehrgenerationenhäuser“ zugewiesen. Der Grund für die Umbenennung war die Änderung der Rahmenbedingungen wie das Ende des Zivildienstes aufgrund der Aussetzung der Wehrpflicht in Deutschland und die Behördenreorganisation.

## Leitung
- 1973–2000 Adolf Krep (Präsident)
- 2000–2002 Wolfgang Kehm (Präsident)
- 2002–2006 Dietmar Peikert (Behördenleiter)
- Mai 2006 – Oktober 2006 Günter Kretschmar (Übergangsweise Behördenleiter)
- 2. Oktober 2006 – Juni 2019 Helga Roesgen (Präsidentin)
- 1. Juli 2019 – 15. Juli 2022  Edith Kürten (Präsidentin)[1]
- seit 15. Juli 2022 Martina Hannak (Präsidentin)[13]

Das Amt der Leitung ist in Besoldungsgruppe B 8 der Bundesbesoldungsordnung B eingruppiert. Die Leiterin führt die Amtsbezeichnung Präsidentin.